# Richard Duncan
Richard Duncan (ou Richard C. Duncan)  est un ingénieur américain. Il est le principal auteur de la « théorie d'Olduvai », théorie prospective qui postule que la « civilisation industrielle » (notion synonyme pour lui de « Civilisation de l'électricité ») basée sur le charbon, puis le pétrole et le gaz puis l'électricité dispose d'une espérance de vie qui ne dépassera pas 100 ans. Cette théorie est fondée sur le rapide déclin de la production mondiale d'énergie per capita (par personne) dans le monde, alors que la demande tend, elle, à croître.

## Biographie
Richard Duncan est né aux États-Unis. 
Il a acquis une maîtrise en génie électrique en 1969, puis un doctorat en ingénierie des systèmes en 1973 à l'Université de Washington. 
Il a enseigné le génie industriel et a travaillé pour les compagnies Lear Jet et Boeing, et dans l'ingénierie des systèmes d'alimentation électrique. Il estime avoir appris de l'exercice de son métier que les systèmes d'alimentation électrique sont « exigeants, dangereux, délicats et vulnérables », ce qui lui laisse penser qu'avec leur complexification, des pannes plus fréquentes ou permanentes risquent d'advenir, qui seront selon lui corrélées à l'effondrement de la civilisation industrielle qu'il nomme la "falaise d'Olduvai".
En 1992, alors qu'avec le Sommet de Rio émerge à échelle mondiale une préoccupation forte de soutenabilité du développement, il fonde l'Institut "Institute on Energy and Man", basé à Seattle aux États-Unis.
L'an 2000, il présente les bases de sa théorie à l'assemblée annuelle 2000 de la Geological Society of America, avec un diaporama intitulé « La théorie d'Olduvai: An Illustrated Guide ».

## La théorie d'Olduvai
Cette théorie soutient que le rapport entre la production mondiale d'énergie par habitant (nommé e) est appelé à diminuer drastiquement.
Elle trouve ses racines dans certains constats faits dans les années 1970, synthétisés par plusieurs courants de pensée, dont ceux initiés par le club de Rome sur la base du fait que les ressources fossiles ne sont pas illimitées, et la croissance matérielle a des limites. Elle s'inspire aussi d'une théorie développé par l'anthropologue Leslie White (1900-1975) associant fortement la rapidité et l'intensité du développement culturel à l'accès à une ou plusieurs formes d'énergie abondante (Loi de White), idée qui a suscité de nombreuses réflexions aux moments des crises de l'énergie et dans la perspective d'un épuisement des réserves de pétrole économiquement et techniquement accessibles. Ces idées ont plusieurs fois été reprises ou affinées par d'autres ou par R. Duncan lui-même, dont en 2001, dans la revue Population & Environment .
Elle est fondée sur un seul indice, simple qui est le ratio : énergie produite dans le monde / Population mondiale .
Duncan situe le début du déclin vers 2007, alors que les taux d'extraction de combustibles fossiles diminuent de plus en plus par rapport à la demande, au risque au-delà de certains seuils de provoquer des catastrophes sociales voire un effondrement économique. 
Un signe supplémentaire sera selon lui les pannes d'électricité qui se développeront dans le monde entier.

## Pensée
Selon R. Duncan, c'est de son expérience industrielle dans les réseaux électriques (et dans les systèmes de gestion de l'énergie (SGE) qui les contrôlent) qu'est née sa théorie. Il rappelle que l'électricité devenue la « quintessence du "mode de vie moderne" » en tant que première énergie finale consommée par les gens (hormis pour les véhicules et quelques outils (ex tondeuses) à moteur à explosion). Or l'électricité est un « vecteur d'énergie » difficile à stocker en quantité significative et selon lui les systèmes électriques sont coûteux, complexes, vorace en carburants, et producteurs en amont et indirectement d'une importante pollution. Ils nécessitent en outre de constantes opérations de maintenance, 24h/24.
Pourtant insiste-t-il, l'accès quasiment illimité à l'électricité est considéré comme un droit et un acquis par et pour tous ceux qui appuient sur l'interrupteur/commutateur.
R Duncan estime que la plupart d'entre nous « ne réalisent pas combien les quatre cents dernières années de conquête de nouvelles terres et de nouvelles ressources ont été une période très spéciale dans l'histoire du monde et de l'humanité ». Les progrès acquis durant cette période l'ont été en partie grâce à des moyens accrus de communication comme le note aussi Rifkin, mais également grâce à une maîtrise apparemment accrue de la nature, qui pourrait en fait selon Duncan se traduire à long terme par une nouvelle forme de relation d'esclavage entre l'homme et la nature ; il cite à ce propos Norbert Wiener du début des années 1950 .
Duncan suggère que dans une économie et un système où beaucoup de choses dépendent directement ou indirectement du pétrole ou d'autres formes de carbone fossile, les humains risquent un retour à l'Âge de la pierre après la mort d'une majorité de la Population mondiale au cours du XXIe siècle. 
Il cite à ce propos Joseph A. Tainter qui écrivait (en 1988) à propos de nos sociétés devenues complexes, dépendantes d'une même énergie et interdépendantes que « le prochain collapsus s'il doit se produire et quand il se produira, sera cette fois mondial. Une nation ne peut plus s'effondrer seule. La civilisation du monde se désintégrera dans son ensemble. Et les concurrents qui évoluent par paire s'effondreront ensemble de la même manière ». Cette approche évoque aussi celle de John Beddington quand il construit sa théorie du « Collapsus écologique ».
Duncan fonde sa théorie sur le constat qu'existent deux courbes statistiques ascendantes dans un monde aux ressources fossiles finies : celle d'une forte augmentation de la population mondiale et celle d'une forte demande en énergie fossile (pétrole, gaz). 
Ces deux courbes semblent parallèles mais elles ne le sont pas. 
La courbe démographique augmente légèrement plus vite que ne le fait la consommation d'énergie (soit à cause d'une amélioration de l'efficience énergétique, soit par un moindre accès à l'énergie pour les plus pauvres).
Les données utilisées par Duncan pour ses recherches ont été compilés en partenariat avec le géologue Dr. Walter Youngquist sont devenus des ressources très utilisées pour étudier les tendances passées et actuelles de la production pétrolière et le phénomène d'épuisement des ressources pétrolières accessibles à des coûts techniques et économiques acceptables.
Les énergéticiens estiment que les smart grid, et un réseau électrique rénové et plus "intelligent" pareront aux risques d'effondrement du système électrique ; 

D'autres prospectivistes cherchant ayant analysé les problèmes posés par les énergies fossiles et nucléaires (polluantes et limitées ou centralisées) proposent comme solution plus ou moins provisoire une sortie de crise par la sobriété énergétique, par la décroissance du productivisme et/ou par une réduction de la démographie. D'autres encore comme Jeremy Rifkin estiment que le croisement de la révolution que constitue l'internet 2.0 et de nouvelles formes de production d'énergie (décentralisées et consommées plus localement) permettront une troisième révolution industrielle qui libèrerait la civilisation de sa dépendance au pétrole ou au  nucléaire au profit d'un bouquet d'énergies locales propres et sûres distribuées par le moyen d'un réseau intelligent (par exemple l'« internet de l'Énergie » proposé par J Rifkin).

## Fortune critique
Duncan dit de sa théorie qu'elle a été perçue comme « impensable, ridicule, absurde, dangereuse, auto-réalisatrice ou vouée à l'échec ». 
Selon lui elle exprime pourtant ce qu'il a vu et analysé concernant l'énergie mondiale d'une part et les données démographiques d'autre part, « durant 30 ans et dans quelque 50 pays sur tous les continents sauf l'Antarctique ».
Il estime qu'il se trompe peut-être, que cette théorie est peut-être fausse et que des voies alternatives seraient possibles, mais que les tendances mesurées depuis 30 ans dans le monde vont dans le sens de sa théorie.
La théorie produite par R. Duncan est généralement classée dans le catastrophisme comme l'ont été à leur début les propositions du Club de Rome ou d'autres théories se concluant par un collapsus général ou dans ce que Jean-Pierre Dupuy a appelé le « catastrophisme éclairé » (de nombreux prospectivistes estiment que décrire un scénario prospectif se concluant par une catastrophe ne relève pas de la prophétie autoréalisatrice, mais plutôt de l'alerte et engagent à trouver des solutions pour éviter la réalisation de ce scénario, et ils classent la prévision de l'avenir dans la futurologie).